# August 1993
Portal Geschichte | Portal Biografien | Aktuelle Ereignisse | Jahreskalender | Tagesartikel

◄ |
19. Jahrhundert |
20. Jahrhundert
| 21. Jahrhundert

◄ |
1960er |
1970er |
1980er |
1990er
| 2000er | 2010er | 2020er | ►

◄ |
1989 |
1990 |
1991 |
1992 |
1993
| 1994 | 1995 | 1996 | 1997 | ►

◄ |
Mai 1993 |
Juni 1993 |
Juli 1993 |
August 1993 |
September 1993 |
Oktober 1993 |
November 1993 |
►
Dieser Artikel behandelt tagesbezogene Nachrichten und Ereignisse im August 1993.

## Tagesgeschehen

### Sonntag, 1. August 1993
- Tembisa/Südafrika: Im Township Tembisa nahe Johannesburg sterben 30 Menschen bei einem Überfall. Die Gewalt zwischen Township-Bewohnern und Gastarbeitern der Volksgruppe Zulu greift auf die benachbarten Ortschaften Thokoza und Phola Park über, hier sterben weitere 14 Menschen.[1][2]
- Völklingen/Deutschland: Gegen die Saarstahl AG wird das Konkursverfahren eingeleitet.[3]
- Zadar/Kroatien: Im Kroatienkrieg verschärfen sich im Westen des Landes die Kämpfe zwischen Serben und den Kroatischen Streitkräften. Die Kroaten geben u. a. ihre Stellungen am Flughafen nahe Zadar und an der Maslencia-Brücke auf.[4]

### Montag, 2. August 1993
- Coquelles/Frankreich, Folkestone/Vereinigtes Königreich: Als Schutzmaßnahme im Zusammenhang mit dem ersten Tunnel unter dem Ärmelkanal der Geschichte, durch dessen Freigabe Großbritannien nach Ansicht konservativer Briten im kommenden Jahr seinen Status als Insel einbüßen wird, tritt das Abkommen von Sangatte in Kraft, das die britische Seite zu vorgezogenen Grenzkontrollen auf französischem Boden berechtigt.[5]

### Mittwoch, 4. August 1993
- Arusha/Tansania: Nach fast drei Jahren Bürgerkrieg in Ruanda unterzeichnen Vertreter der Hutu-dominierten Regierungstruppen unter Befehl von Juvénal Habyarimana sowie Vertreter der militanten Patriotischen Front der Tutsi unter Befehl von Paul Kagame das Arusha-Abkommen. Es werden ein Waffenstillstand, die Bildung einer Übergangsregierung, eine gemeinsame Armee mit Vertretern aller Kriegsparteien und die Stationierung von Friedenstruppen der Vereinten Nationen vereinbart.[6]

### Donnerstag, 5. August 1993
- Renton/Vereinigte Staaten: Der Verlag Wizards of the Coast veröffentlicht das von Richard Garfield entwickelte Spiel Magic: The Gathering. Es ist das erste Sammelkartenspiel der Welt.[7]

### Freitag, 6. August 1993
- Tokio/Japan: Morihiro Hosokawa von der Neuen Japan-Partei wird an der Spitze einer 7-Parteien-Koalition erster Premierminister von Japan seit 1946, der nicht der Liberaldemokratischen Partei angehört.[8]

### Samstag, 7. August 1993
- Taejŏn/Südkorea: Die Internationale Spezial-Ausstellung „Expo 93“ des Bureaus International des Expositions mit 108 Teilnehmerstaaten wird eröffnet. Sie steht unter den Schlagworten „Nachhaltige Entwicklung“.[9]

### Montag, 9. August 1993
- Brüssel/Belgien: Prinz Albert leistet neun Tage nach dem Tod seines kinderlosen Bruders König Badouin im Spanienurlaub vor den vereinigten Kammern den Eid als neuer König der Belgier.[10][11]

### Freitag, 13. August 1993
- Havanna/Kuba: Der Besitz von und die Zahlung mit ausländischen Währungen ist ab heute straffrei. Hintergrund sind der steigende US-Dollar-Strom nach Kuba seitens der in die Vereinigten Staaten ausgewanderten Landsleute sowie die wirtschaftliche Not in der Bevölkerung. Das Kinderhilfswerk der Vereinten Nationen vermerkt im aktuellen Jahresbericht, dass 50 % der kubanischen Kinder in den ersten Lebensjahren das Mangelernährungssymptom Blutarmut zeigen.[12]
- Stuttgart/Deutschland: Die Leichtathletik-Weltmeisterschaften 1993 werden eröffnet. Im Vorfeld erhielt das ehemalige Neckarstadion eine Vollüberdachung.[13]

### Sonntag, 15. August 1993
- Duisburg/Deutschland: Im Stahlwerk der Hütten- und Bergwerke Rheinhausen AG (HBR), einem Unternehmen der Fried. Krupp AG Hoesch-Krupp, wird die letzte Schicht vor der Stilllegung gefahren. Die Werke waren zu ihren besten Zeiten Arbeitgeber für circa 16.000 Menschen.[14]

### Mittwoch, 18. August 1993
- Luzern/Schweiz: Die Kapellbrücke, das um 1300 gebaute bedeutendste Wahrzeichen der Stadt, brennt zu einem Großteil nieder.[15]

### Samstag, 21. August 1993
- Pasadena/Vereinigte Staaten: Die Weltraumorganisation NASA verliert den Kontakt zur Raumsonde Mars Observer, die sich beim letzten Signal nahe der Mars-Umlaufbahn befand. Von Kalifornien aus wird alle 20 Minuten ein Suchsignal gesendet, aber der Flugkörper antwortet nicht. Zuletzt verlor die NASA im Jahr 1971 eine Planetensonde.[16]

### Montag, 23. August 1993

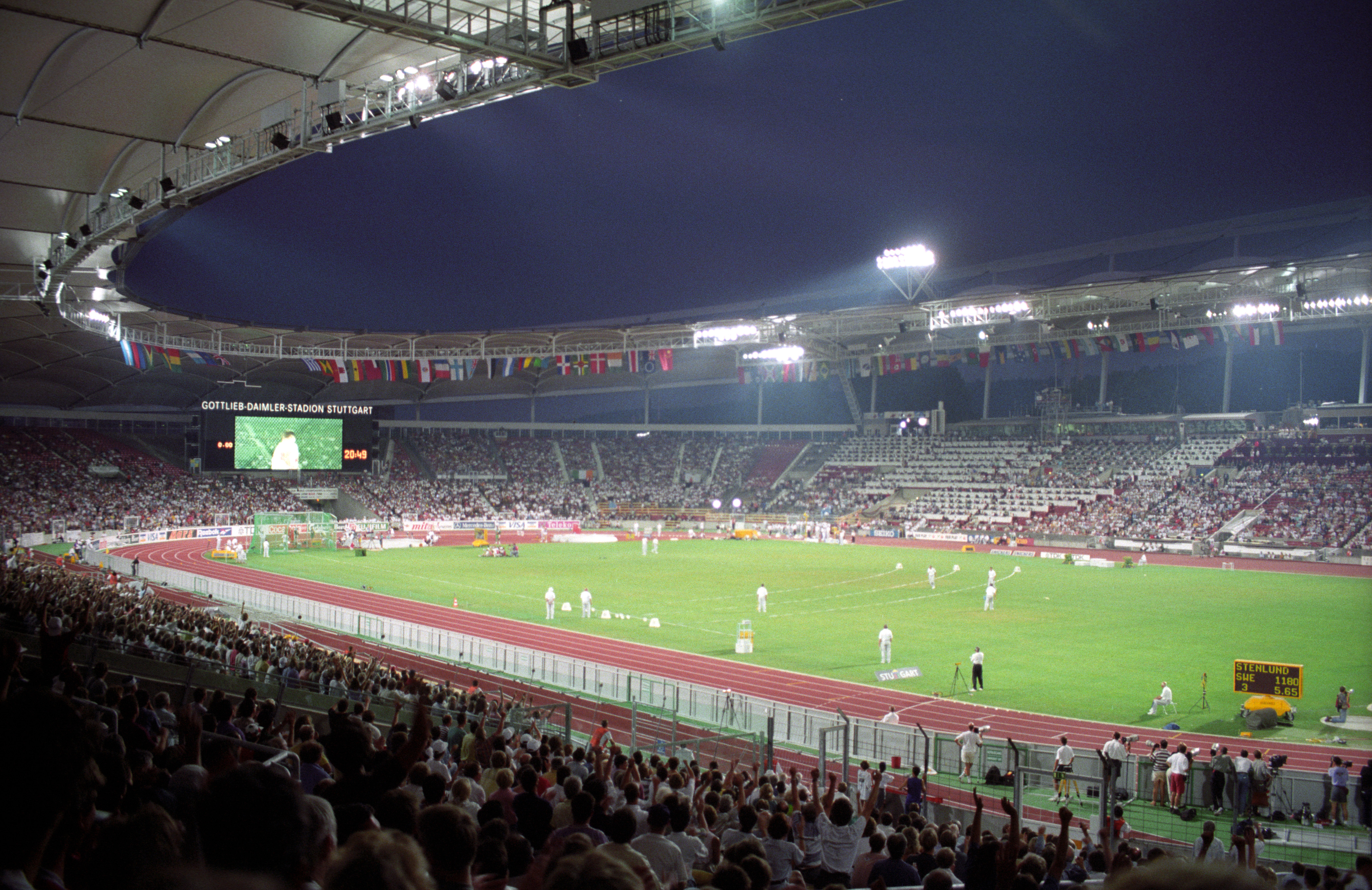
Leichtathletik-Weltmeisterschaften 1993

- Stuttgart/Deutschland: In der baden-württembergischen Landeshauptstadt gehen die 4. Leichtathletik-Weltmeisterschaften der IAAF zu Ende. Der Deutsche Leichtathletik-Verband hat mit nur zwei Goldmedaillen den Kontakt zur Weltspitze eingebüßt, die USA erhalten als erfolgreichste Nation dreizehnmal Gold. Werner Günthör holt Gold für die Schweiz im Kugelstoßen und Sigrid Kirchmann Bronze für Österreich im Hochsprung.[17]

### Donnerstag, 26. August 1993

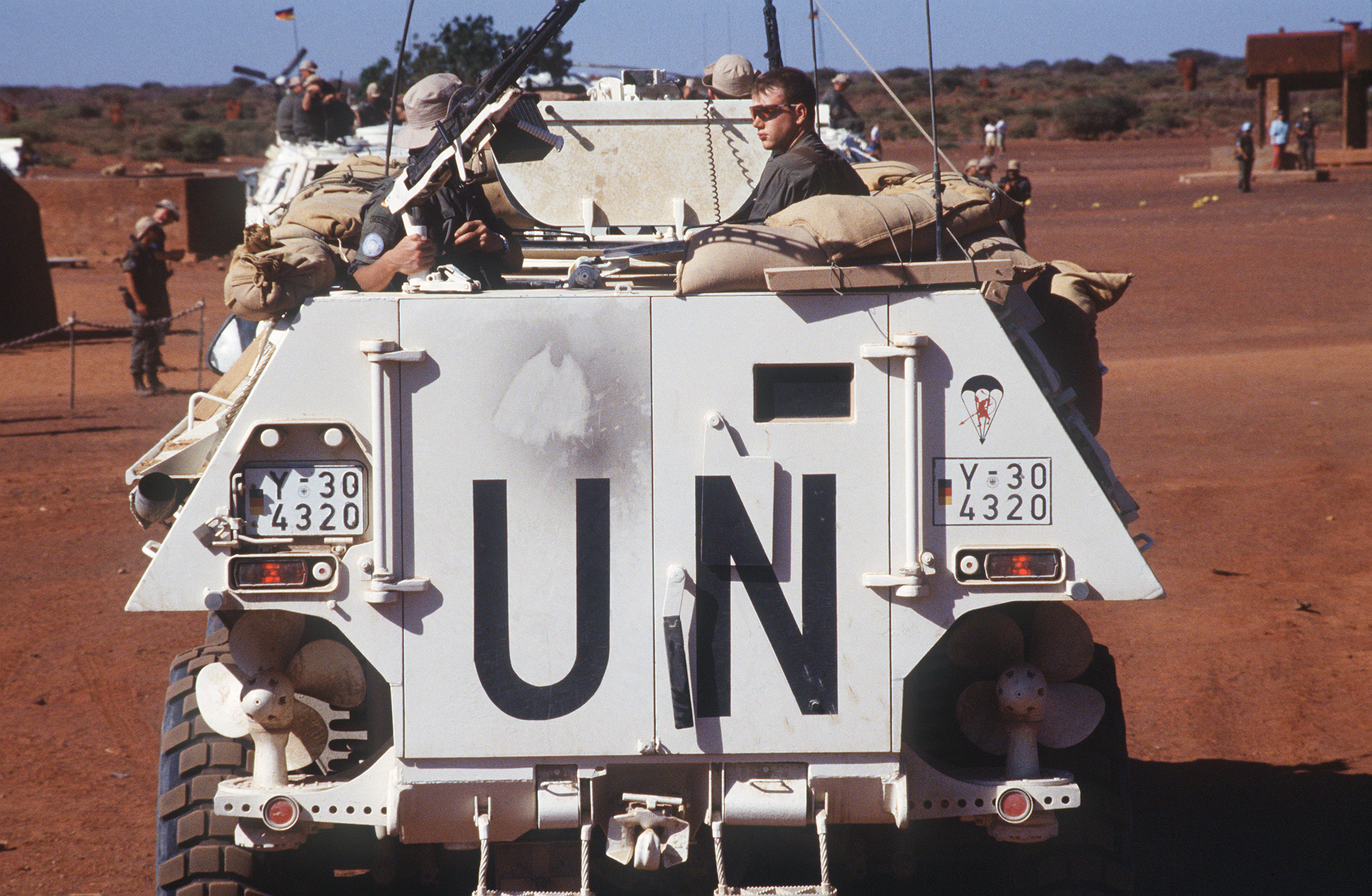
Bundeswehr-Soldaten des Unterstützungsverbands

- Beledweyne, Mogadischu/Somalia: Spezialisten der Army Rangers der Streitkräfte der Vereinigten Staaten landen im Rahmen der UN-Operation in Somalia Nummer II in sechs Flugzeugen vom Typ Lockheed C-5 Galaxy in der Hauptstadt Mogadischu und sollen hier eine Wende im andauernden Kampfgeschehen herbeiführen. Unterdessen haben die Einheiten des Deutschen Unterstützungsverbands ihren Standort in Beledweyne nach einmonatiger Anreise erreicht und ihre Einsatzbereitschaft nahezu hergestellt. Zu ihren Aufgaben wird auch das Graben von Brunnen für die Einheimischen zählen.[18][19]
- Kiruna/Schweden: König Carl XVI. Gustaf eröffnet die parlamentarische Vertretung des Volks der Samen, das „Sametinget“. Weitere samische Parlamente existieren in Finnland und Norwegen.[20]

### Freitag, 27. August 1993
- Gonghe/China: Nach dem Bruch des 71 m hohen Staudamms Gouhou ertrinken mindestens 240 Menschen.[21]

### Samstag, 28. August 1993
- Singapur/Singapur: Das Volk wählt erstmals seinen Präsidenten. Zuvor wurde das Amt mit mehr Macht ausgestattet, z. B. sind Einsprüche gegen den verabschiedeten Staatshaushalt möglich. Als erster gewählter Präsident wird Ong Teng Cheong in vier Tagen die Arbeit aufnehmen.[22]

### Montag, 30. August 1993
- Casablanca/Marokko: König Hassan II. weiht die Hassan-II.-Moschee ein, den weltweit zweitgrößten Sakralbau des Islam, der nach staatlicher Auslegung ein „Geschenk des Volkes“ an seinen König darstellt. Das Minarett ragt 210 m in die Höhe.[23]

## Weblinks

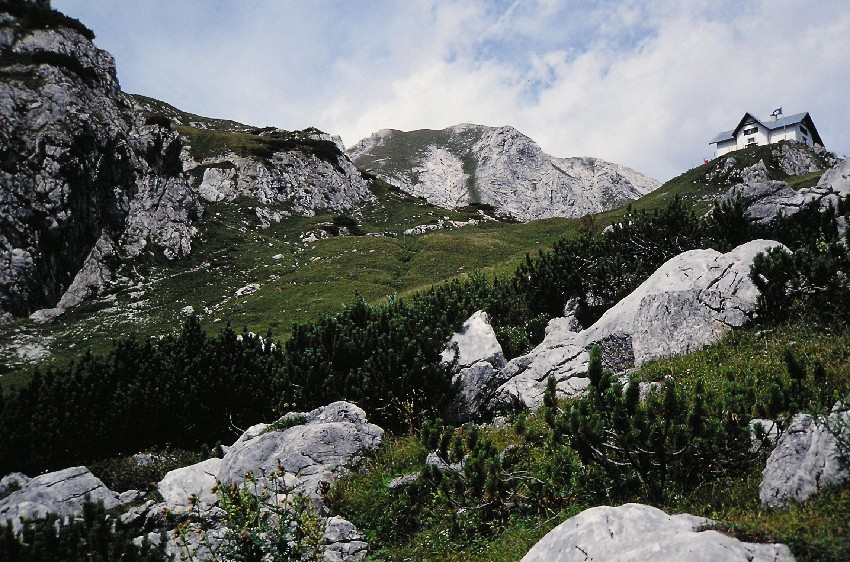
Steiermark im August 1993